# Acianthera purpureoviolacea
Acianthera purpureoviolacea är en orkidéart som först beskrevs av Célestin Alfred Cogniaux, och fick sitt nu gällande namn av Fábio de Barros. Acianthera purpureoviolacea ingår i släktet Acianthera och familjen orkidéer. Inga underarter finns listade i Catalogue of Life.

## Bildgalleri

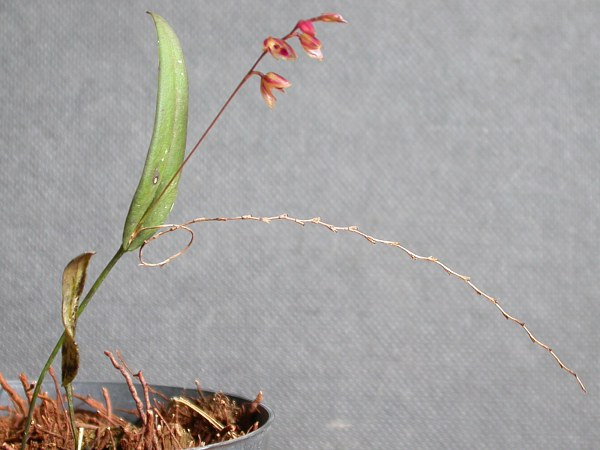
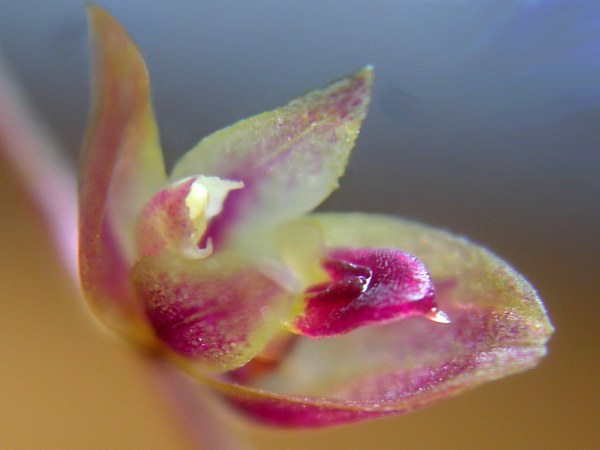
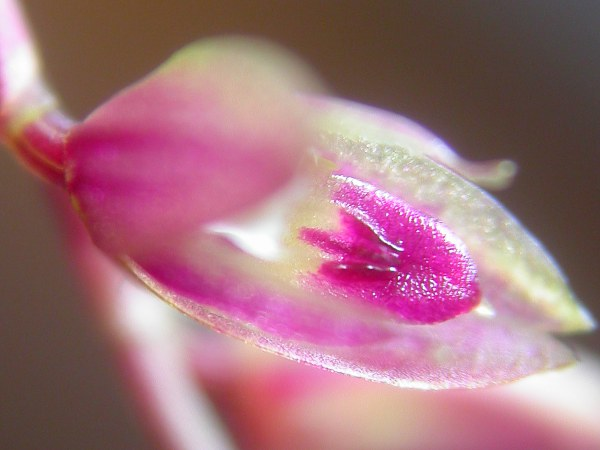
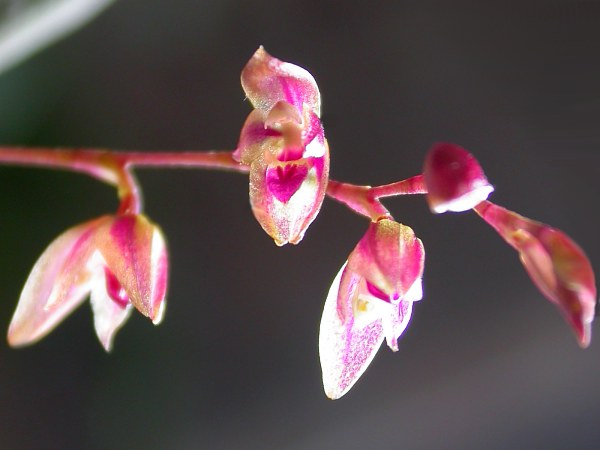
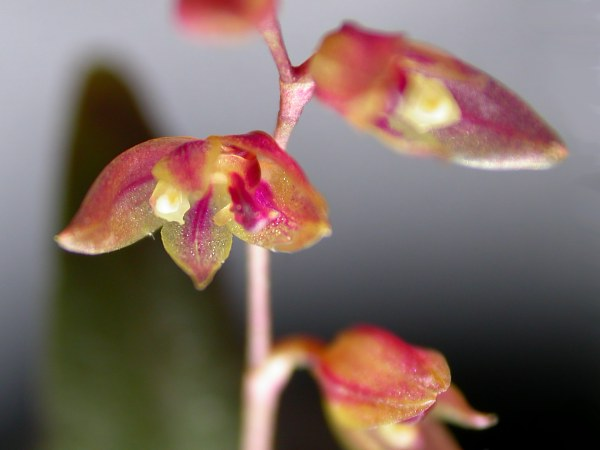
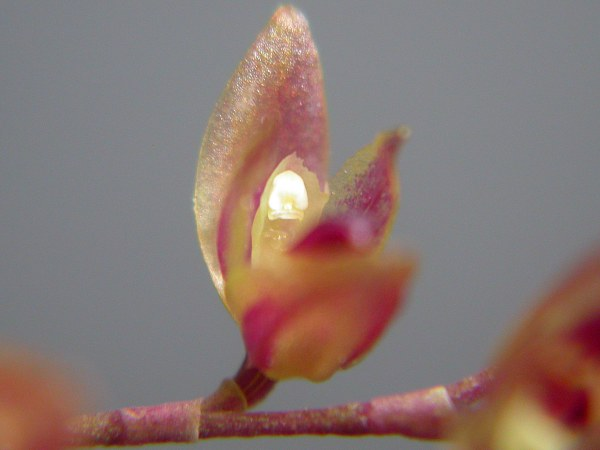